# 弗里斯通縣 (德克薩斯州)
弗里斯通縣（英語：Freestone County）位美國德克薩斯州東部的一個縣。面積2,311平方公里。根据美國2000年人口普查，共有人口17,867人。縣治費爾菲爾德（Fairfield）。
成立於1850年9月6日，縣政府成立於1851年7月6日。縣名是與相鄰的萊姆斯通縣作區分（兩者皆出產石材，但種類不同）。